# Mexikói remetekolibri
A mexikói remetekolibri (Phaethornis mexicanus) a madarak osztályának sarlósfecske-alakúak (Apodiformes)  rendjébe és a kolibrifélék (Trochilidae) családjába tartozó faj.
Magyar neve forrással nincs megerősítve.

## Rendszerezése
A fajt Ernst Hartert német ornitológus írta le 1897-ben, Phaëthornis mexicanus néven.
Besorolása vitatott, egyes szervezetek szerint a hosszúcsőrű remetekolibri (Phaethornis longirostris) alfaja Phaethornis longirostris mexicanus néven.

## Előfordulása
Mexikó déli részén honos.  A természetes élőhelye a szubtrópusi vagy trópusi síkvidéki és hegyi esőerdők, valamint ültetvények. Állandó, nem vonuló faj.

## Megjelenése
Testhossza 16-17 centiméter.

## További információ
- Képek az interneten a fajról
- Xeno-canto.org - a faj hangja és elterjedési térképe